# Kevin Strickland
Kevin Strickland   (7 de juny de 1959) és un home afroestadounidenc que va ser condemnat sense evidència per matar a tres persones a Kansas City, Missouri el1979, per un jurat compost exclusivament per blancs. No hi havia cap evidència física que el vinculés amb l'escena del crim i l'únic presumpte testimoni posteriorment es va retractar del seu testimoniatge que Strickland estava involucrat. Strickland va ser condemnat a cadena perpètua. El 2021, va atreure l'atenció nacional després que uns anteriors fiscals van considerar que era molt probable que fos innocent i demanessin el seu alliberament.
Dos afroamericans que s'havien declarat culpables dels assassinats van manifestar que Strickland no hi estava involucrat i que una empremta digital que s'havia trobat a l'escopeta utilitzada en els assassinats pertanyia a una altra persona. Cynthia Douglas, l'única testimònia del crim, va dir que els detectius l'havien pressionat perquè assenyales a Strickland com perpetrador. En diverses ocasions va intentar retractar-se oficialment del seu testimoniatge abans que morís al 2015.
Moltes figures legals i polítiques van demanar l'exoneració de Strickland. El juny de 2021, la Cort Suprema de Missouri va denegar una sol·licitud per al seu alliberament. El governador de Missouri Mike Parson es va negar a indultar-lo, dient que no veia el seu cas com una «prioritat» i que no estava segur de la seva innocència. L'oficina del Fiscal General de Missouri va pressionar a la cort perquè el mantenissin a la presó, afirmant que el creia culpable.
El 23 de novembre de 2021, el jutge James Welsh va anul·lar la condemna de Strickland «ja que no s'havia basat en proves físiques sinó només en el testimoniatge d'un testimoni ocular […], que posteriorment s'havia retractat de la seva versió», i Strickland va ser alliberat el mateix dia. Va ser exonerat després de més de 42 anys a la presó, «fent del seu cas el cas de condemna per error confirmat més llarg en la història de Missouri».

## Crim i judicis
El 25 d'abril de 1978, a Kansas City, Missouri, tres persones van morir quan un grup d'assaltants va saquejar una casa. Les víctimes van ser Sherrie Black, de 22 anys, Larry Ingram, de 21, i John Walker, de 20. Una altra dona, Cynthia Douglas, la parella d'Ingram, va rebre un tret a la cama de forma; va fingir estar morta fins que els atacants van marxar i després va sortir gatejant de la casa. Totes les víctimes van ser lligades abans d'afusellar-les. Strickland, que tenia 18 anys, va explicar que durant els fets estava veient televisió i parlant per telèfon, i que l'endemà al matí la policia va començar a acusar-ho dels assassinats.
Posteriorment van arrestar a dos sospitosos: Kilm Adkins i Vincent Bell. Bell era un amic de la infància d'Strickland i era un veí seu. La policia va trobar una empremta dactilar que afirmaven que pertanyia a Strickland al cotxe de Bell; Strickland afirmà que això es devia al fet que havia conduït l'automòbil abans, però l'última vegada que va veure a Adkins i Bell havia estat entre les 5 o 6 de la tarda dels assassinats. Una empremta dactilar de l'escopeta utilitzada en els assassinats pertanyia a algú que no era Strickland i que encara no ha estat identificat. Douglas, l'única testimoni ocular, més tard va triar a Strickland en una roda de reconeixement. Posteriorment, Douglas va dir que els detectius del cas l'havien pressionat perquè afirmés que era un dels perpetradores del crim i va intentar la retractació oficial fins que va morir al 2005. El 2009, va enviar un correu electrònic al Midwest Innocence Project afirmant: «Estic buscant informació sobre com ajudar a algú que havia estat acusat injustament. Jo era l'única testimoni presencial i les coses no estaven clares en aquells moments, però ara sé més i m'agradaria ajudar aquesta persona si puc». Douglas va dir que la policia li va dir: «Només tria a Strickland a la roda de reconeixement i acabarem, tot desapareixerà, pots continuar i no hauràs de preocupar-te per aquests tipus mai més». Adkins i Bell van confessar els assassinats, però van assegurar que Strickland no hi havia participat.
El primer judici de Strickland no va inculpar a Strickland ja que l'únic membre del jurat afroamericà es va negar a declarar-ho culpable. Segons Strickland, després del judici, el fiscal es va acostar al seu advocat i li va dir: «M'asseguraré que això no succeeixi la propera vegada». L'advocada de Strickland al moment del seu alliberament, Tricia Rojo Bushnell del Midwest Innocence Project va dir que el fiscal havia pressionat perquè no hi hagués cap membre del jurat negre fent que en el segon judici tot el jurat estava conformat per blancs.
Strickland va ser declarat culpable el 1979, un any després de ser arrestat, i fou condemnat a cadena perpètua sense que pogués obtenir la llibertat condicional durant 50 anys. Més tard, Adkins i Bell van obtenir acords amb el jutge perquè es van declarar culpables i van ser condemnats a 20 anys, cadascun d'ells, tot i que en van cumplir menys de 10. Hi va haver altres sospitosos que no van ser acusats. Strickland va intentar apel·lar el 1980 però la Cort Suprema de Missouri va desestimar l'apel·lació..

## Crides a favor del seu alliberament
El setembre de 2020 Strickland va ser objecte d'una recerca de The Kansas City Star, fet que va fer que els fiscals revisessin el cas. El 10 de maig de 2021, la fiscal del comtat de Jackson, Jean Peters Baker, va publicar una carta en la qual deia que creia que ell era innocent i que hauria de ser alliberat de la presó. Els exfiscales del cas d'Strickland també van afirmar que creien en la seva innocència, igual que els fiscals federals del Tribunal de Districte dels Estats Units per al Districte Oest de Missouri. L'alcalde de Kansas City, Quinton Lucas, i més d'una dotzena de legisladors estatals, inclòs Andrew McDaniel, president republicà del comitè de la Cambra de Representants de Missouri que supervisa les presons, també van lluitar pel seu alliberament.
La Cort Suprema de Missouri va denegar una petició per alliberar a Strickland al juny de 2021. L'agost de 2021, el governador de Missouri Mike Parson es va negar a indultar-ho, afirmant que el cas de Strickland no era una «prioritat» i que no estava segur de la seva innocència. El consell editorial de The Washington Post i algunes figures prominents del Partit Demòcrata, es van posicionar contra la decisió de Parson de no indultar a Strickland quan va indultar a Mark i Patricia McCloskey, la parella involucrada en una controvèrsia el juny de 2020 en la qual desenfundaren armes contra manifestants que passaven davant de casa seva. L'assistent del fiscal general de Missouri, Andrew Clarke, va dir que l'oficina del fiscal general creia que Strickland era culpable i que considerava que hauria de romandre a la presó, a més a més, també va dir que aquest havia «intentat evadir la responsabilitat». L'agost de 2021, l'oficina del fiscal general va emetre a Baker una citació que li exigia que lliurés qualsevol comunicació amb tercers en tot el referent al cas d'Strickland. Baker va qualificar aquesta acció com a assetjament.

## Audiència que va conduir a la seva exoneració
Al novembre de 2021, Baker va coordinar una audiència de tres dies per presentar el cas de revocació del veredicte de Strickland. Ella va dir: «Una de les raons per les quals estic orgullosa d'aquest sistema i una de les raons per les quals sé que és un dels millors sistemes del món, fins i tot quan estem enmig d'un terrible error, és perquè hem construït un sistema capaç de corregir errors. Ara confio que se li retornarà només una petita fracció del que tots hem perdut, d'allò que el Sr. Strickland havia perdut, al portar-lo a casa». L'últim d'una dotzena de testimonis, l'expresident de la Cort Suprema de Missouri, Edward D. Robertson Jr., va argumentar que el testimoniatge subsegüent que s'havia conservat i les freqüents retractacions de les seves entrevistes prèvies al judici sobre el primer testimoniatge del judici de Cynthia Douglas, que era la única evidència sobre la seva culpabilitat, també constituïa «el cas complet» per a futures revocacions.
El 23 de novembre de 2021 el jutge James Welsh va escriure,després que Strickland hagués passat més de 42 anys a la presó: «En aquestes circumstàncies úniques, la confiança de la Cort en la condemna de Strickland està tan soscavada que no pot sostenir-se, i la sentència condemnatòria ha d'anul·lar-se. L'Estat de Missouri alliberarà immediatament a Kevin Bernard Strickland de la seva custòdia».

## Vida personal
Strickland va néixer el 7 de juny de 1959 i és pare d'una filla. Fou fill d'una familia estructurada de classe mitjana de Kansas City, a Missouri.
Al sortir de la presó, Strickland s'ha de traslladar en cadira de rodes i va dir que havia «experimentat un parell d'atacs cardíacs... Tinc la pressió arterial alta. La meva capacitat per estar dempeus està disminuïda». El seu pare va morir el 2011. Abans de la seva exoneració, Strickland va dir quan fos alliberat volia veure l'oceà. Més tard va dir que volia visitar la tomba de la seva mare per presentar els seus respectes.

## Compensació
Encara que Strickland va complir la pena de presó més llarga en la història de Missouri, aquest estat no li ha atorgat cap compensació perquè la llei ho permet només si una exoneració es basa en evidència d'ADN. Tot i això, el Midwest Innocence Project va iniciar una campanya de recaptació de fons per a ell a través de GoFundMe al juny de 2021 que en el moment del seu alliberament havia recaptat més de $ 200 000. Si el seu cas qualificava per a una indemnització estatal, la quantitat hagués estat molt més alta; en altres estats s'havia pagat una indemnització de més de 20 milions de dòlars en casos similars. Als pocs dies del seu alliberament les donacions es van multiplicar i la quantitat recaptada va superar el milió.